# Majhakot (Tanahu)
Majhakot (nep. माझकोट) – gaun wikas samiti w zachodniej części Nepalu w strefie Gandaki w dystrykcie Tanahu. Według nepalskiego spisu powszechnego z 2001 roku liczył on 1378 gospodarstw domowych i 7921 mieszkańców (4238 kobiet i 3683 mężczyzn).